# インナーバンクス

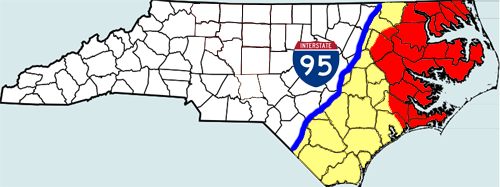
赤の地域は通常インナーバンクスと定義されている地域。黄色の地域は時としてインナーバンクスに含まれることもある地域

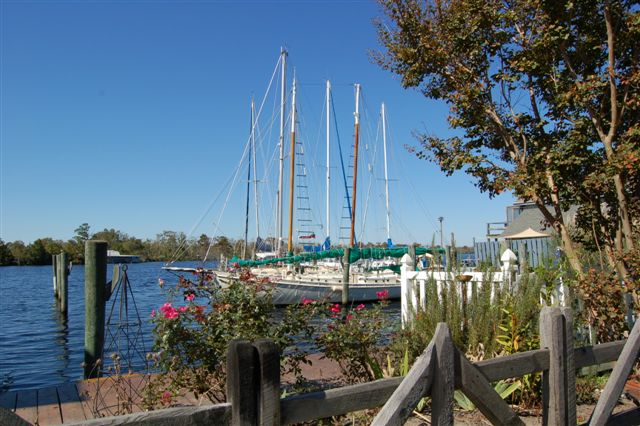
歴史あるコロンビア町

インナーバンクス（英: Inner Banks）は、アメリカ合衆国ノースカロライナ州の東部海岸の地域を表す言葉であり、大西洋岸に面して並ぶ一つながりのバリアー諸島、すなわちアウターバンクスの内側、大きな湾が内陸まで入り込んだ地域のことである。

## インナーバンクスの定義
「インナーバンクス」という言葉は、開発業者や観光業者が使った歴史的前例もない造語である。ほとんど農業に利用される海岸平原を、観光客や退職者に魅力的な地域として印象付けるために、開発業者や観光業者の側で作られた近年の言葉である。日常の会話で使われることは少ない。その背後の歴史も僅かにしかない営業用のツールとして認識されるので、昔からいる多くの住人はこの地域を表現する言葉として採用するのには抵抗している。この言葉が作られたのは、人気のある観光地としてノースカロライナ州の大西洋岸に面して並ぶ一つながりのバリアー諸島、すなわちアウターバンクスと呼ばれる歴史ある地域を意識したものである。ノースカロライナ州の東部で比較的裕福な人々のセカンドハウスを建てる場所としてウォーターフロントの土地に対する需要が、恐ろしいほどの土地価格の不均衡を呼んだ。1つの道路の両側で、本来なら同じ価格であったはずの土地が、税や資産評価で大きな差を生むことも多い。例えば、ジョーンズ郡にあるロッククリーク道路沿いで、トレント川に面したリバーフロントの土地が税の評価額で1エーカー (2.59 km2) あたり201,286米ドルとなり、その道路向かいの土地は1エーカーあたり33,634米ドルにしかならなかった。これはジョーンズ郡の地理情報システム地図に拠っている。厳密に言うと、実際にウォーターフロントにある土地のみが「インナーバンクス」と見なされるべきであるが、遠方の一攫千金を狙う土地バイヤーの目には、ウォーターフロントではない土地を「インナーバンクス」と指定することが望ましい姿として受け入れられている。
開発業者や観光業者は、アメリカ合衆国東海岸にある最も広い定義でインナーバンクスを捉えており、その広さは22,227平方マイル (57,568 km²) ある。いわゆるインナーバンクスは長さ3,000マイル (4,800 km) 以上の海岸線があり、250万人が住んでいる。州内のクリスタル海岸とアルベマール地域がインナーバンクスに含まれる。この地域は気候も良く、退職者や小事業の起業家に人気ある地域となっている。
一般的な定義に随えば、インナーバンクスは州間高速道路95号線より東、アウターバンクスの西、北はバージニア州との州境、南はサウスカロライナ州との州境の間に入る地域となる。41の郡が入り、ニュージャージー州の広さの3倍になる。湾（英語では"sound"が使われる）や潮汐のある川から遠く離れた地域はインナーバンクスに含まれず、定義に含まれることも稀である。昔から農業と繊維産業に依存しているこの地域は、新しい地球規模経済の中に移行するときの地域の強さを再定義することで、経済の変革を遂げつつある。
インナーバンクスにある小さな町6町が合同して、創造的地域社会構想を作って来た。彼らは、知識労働者、芸術家など創造的能力を活かして働く人々に魅力的な環境を養成することで、地域経済を強化するために動いている。この構想に入っている6つの町とは、エイデン（ピット郡）、イーデントン（チョウォーン郡）、ハートフォード（パーキマンス郡）、マーフリーズボロ（ハートフォード郡）、プリマス（ワシントン郡）の各町と、ターボロ市（エッジコム郡）であり、ターボロ市以外は人口1万人に満たない町である。

## アルベマール地域
アルベマール地域はノースカロライナ州北東部とも呼ばれ、アルベマール湾とそれに流れ込むチョウォーン川やロアノーク川などを囲む16郡で構成される。この地域は経済成長という面では州内の他の地域より後れを取って来たが、未開発の海浜、川、小さな町など多くの魅力が残っている。インナーバンクスでは北部にあたる。

## 歴史
この地域は湾や川に接しているので、数千年前から様々なインディアン部族が住んできていた。
ヨーロッパ人が接触してきた後、現在のノースカロライナ州北東部とバージニア州南東部は、北アメリカでも最初期のヨーロッパ人開拓地となった。北アメリカでは初のイングランド人の子供となったヴァージニア・デアは、1857年に近くのロアノーク島で生まれた。その島は現在ノースカロライナ州に属している。
地域の換金作物はタバコと綿花であり、農園主はその労働力として数多いアフリカ人奴隷を輸入した。彼らとその子孫はノースカロライナ植民地と後のノースカロライナ州の生き残りと成功にとって一体のものとなった。タバコは特に労働集約型の作物であり、また土地を疲弊させた。18世紀の末までに初期農園主の中には多種の作物を栽培する者が現れていた。
地域の大半は南北戦争まで比較的繁栄していたが、その生産的な農地と造船業が、この土地にとっての侵略者である北軍の標的にされることが多かった。プリマスやウィントンなど地域の町が幾つか北軍に焼き尽くされた。プリマスの南軍は装甲艦CSSアルベマールを最初に使った。
南北戦争後、南部の農業は苦難の時となり、地域は緩りとその経済を変えていくことになった。

## インナーバンクスに含まれる場所

### 郡

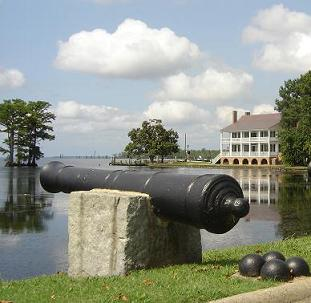
歴史あるイーデントン

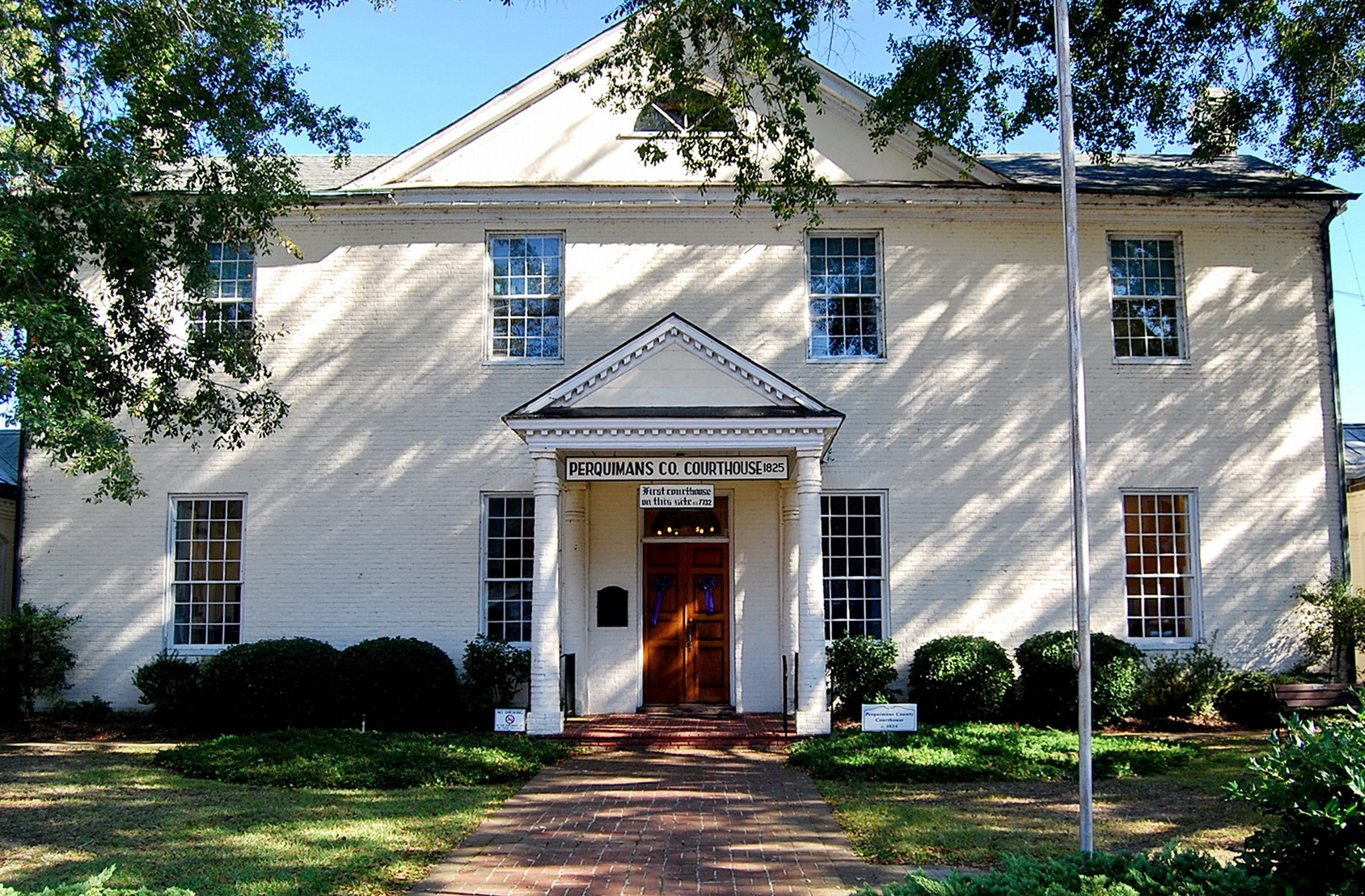
歴史あるハートフォードのパーキマンス郡庁舎

以下のリストはインナーバンクスに含まれると見なされている郡である（アルファベット順）
- ボーフォート郡
- バーティ郡
- カムデン郡
- カータレット郡
- チョウォーン郡
- クレイブン郡
- カリタック郡
- デア郡
- エッジコム郡東部
- ゲイツ郡
- ハリファックス郡東部
- ハートフォード郡
- ハイド郡
- ジョーンズ郡
- マーティン郡
- オンスロー郡東部
- パムリコ郡
- パスクォタンク郡
- パーキマンス郡
- ピット郡
- ティレル郡
- ワシントン郡

### 都市と町s
以下のリストはインナーバンクスに含まれると見なされている都市と町の主なものである（アルファベット順）
- アホスキー
- エイデン
- アラパホ
- オーロラ
- バス
- ベイボロ
- ボーフォート
- ベルヘイブン
- ベセル
- カムデン
- チョコウィニティ
- コロンビア
- コラピーク
- クレスウェル
- カリタック
- イーデントン
- エリザベスシティ市
- ユーア
- ユーレカ
- ファームビル
- フレモント
- ゲイツ
- ゲイツビル
- グリーンビル市
- ゴールズボロ市
- グリフトン
- ハンプステッド
- ハーカーズアイランド
- ハブロック市
- ハートフォード
- ホブスビル
- ジャクソンビル市
- ノッツアイランド
- モアヘッドシティ
- モウヨク
- マーフリーズボロ
- ニューバーン市
- ニューポート
- オークシティ
- オリエンタル
- パンテゴ
- プリマス
- ロバーソンビル
- ロダッコ
- ローパー
- スタントンズバーグ
- サンベリー
- スワンクォーター
- スワンズボロ
- ターボロ市
- トレントン
- バンスボロ
- ワシントン市
- ウィリアムストン
- ウィンザー
- ウィンフォール
- ウィントン

## 公園

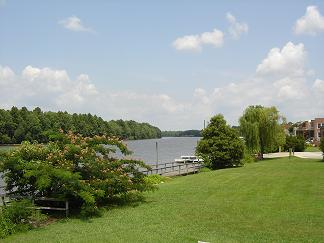
プリマスからロアノーク川国立野生生物保護区を望む

- ディズマル湿地州立公園
- グースクリーク州立公園
- マーチャンツミルポンド州立公園
- ペティグルー州立公園

## 野生生物保護区
- アリゲーター川国立野生生物保護区
- シーダー島国立野生生物保護区
- グレートディズマル湿地国立野生生物保護区
- マタマスキート国立野生生物保護区
- ポコシン湖国立野生生物保護区
- ロアノーク川国立野生生物保護区
- スワンクォーター国立野生生物保護区

## 高等教育機関
- チョウォーン大学
- 東カロライナ大学
- エリザベスシティ州立大学
- ミッドアトランティック・クリスチャン大学
- ボーフォート郡コミュニティカレッジ
- カータレット・コミュニティカレッジ
- コースタル・カロライナ・コミュニティカレッジ
- アルベマール・カレッジ
- クレイブン・コミュニティカレッジ
- エッジコム・コミュニティカレッジ
- ハリファックス・コミュニティカレッジ
- マーティン・コミュニティカレッジ
- パムリコ・コミュニティカレッジ
- ピット・コミュニティカレッジ
- ロアノーク・チョウォーン・コミュニティカレッジ

### インナーバンクス
- The IBX Newsletter
- IBX Lifestyles
- IBX Arts, a not-for-profit art organization, based in Columbia, NC
- Cruising Carolina
- Inner Banks Film

教育
- East Carolina University
- Elizabeth City State University

自治体と観光
- City of Greenville
- Elizabeth City Area Convention & Visitors Bureau
- Elizabeth City Area CVB's Blog
- Inner Banks of Washington NC Tourism
- Town of Belhaven
- Columbia, NC
- SwanQuarter, NC

博物館
- Museum of the Albemarle
- Port O'Plymouth History Museum

### アルベマール地域
- Northeast North Carolina
- North Carolina's Northeast